# Nicolas Ève
Nicolas Ève, mort en 1581, est un relieur français de la Renaissance, actif entre juillet 1560 et août 1581. Il est l'époux de Noëlle Heuqueville et le père de Clovis Ève, tous deux également relieurs. Entre 1572 et 1578, il succède à Claude de Picques et devient le quatrième titulaire de l'office de « relieur du roi ». 
Nicolas Ève est associé aux décors à semis et à la continuité des décors aux petits fers dits « à la fanfare », influencé par son prédécesseur Claude Picques. Il travaille essentiellement pour Henri III. À sa mort, Noëlle Heuqueville reprend son activité jusqu'à la majorité de leur fils Clovis.
Il meurt en 1581, au cours du second semestre.